# Jan Kurkuaz
Jan Kurkuaz, gr. Ioannis Kourkouas (ur. przed 900 n.e., zm. po 946 n.e.) – generał bizantyński za panowania Romana I Lekapena. 

## Życiorys
W latach 923–944 walczył z Arabami i odniósł ważne zwycięstwa dla Bizancjum. Jego kampanie na wschodzie zmieniły tamtejszą równowagę sił na korzyść cesarstwa.
Jego rodzina pochodziła z Armenii. Był oficerem cesarskiej gwardii, a także poplecznikiem Romana I, popierając jego wyniesienie na cesarza w 920 r. W 923 Jan Kurkuaz został obdarzony przez Romana I godnością domestyka scholon – de facto dowódcą wszystkich sił w Azji Mniejszej. Kurkuaz przeprowadzał udane wyprawy w głąb terytorium Kalifatu Abbasydów oraz przygranicznych emiratów arabskich. W 931 zdobył miasto Melitene, chociaż Arabowie niedługo potem zajęli miasto z powrotem, ale w 934 zostało definitywnie wcielone do cesarstwa. Podczas jednej z kampanii odzyskał święty relikt - Mandylion z Edessy, który rzekomo przedstawiał twarz Jezusa Chrystusa. W 941 pokonał najazd Rusów na Bizancjum. Został odwołany ze swojego stanowiska w 944 przez synów Romana I, Stefana i Konstantyna. Odzyskał łaskę niedługo potem za panowania Konstantyna VII. Jego dalsze losy nie są znane.